# Residualton
Residualton oder Residuum (von lateinisch residuum ‚Rest‘) ist ein von Jan Frederik Schouten eingeführter Begriff für ein psychoakustisches Phänomen, welches sich auf musikalische „Töne“ bezieht. Musikalische Töne sind, abgesehen von reinen Sinustönen elektronischer Instrumente, bereits Klänge. Dies sind streng periodische akustische Vorgänge beliebiger Form; sie können, physikalisch gesehen, aus der Überlagerung eines Grundtons (Sinustons) mit einigen Obertönen dargestellt werden. Obertöne sind Sinustöne mit höheren  (vielfachen) Frequenzen als die des Grundtons. Bei Klängen, in denen der Grundton nur sehr schwach oder gar nicht vorhanden ist, ergibt sich trotzdem die Wahrnehmung einer Tonhöhe, die diesem fehlenden Grundton entspricht. Auch von der Klangfarbe her wird das Fehlen des Grundtons oft weniger deutlich empfunden, als zu erwarten wäre. Diesen „hinzugefügten“ Grundton bezeichnet man als Residualton.

## Erklärung

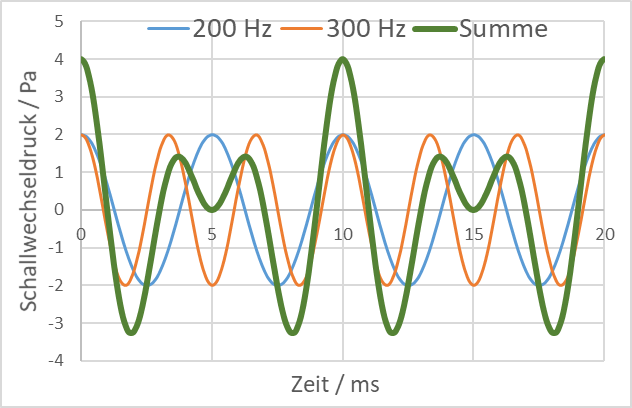
Berechneter Druckverlauf zweier Schallwellen verschiedener Frequenzen an einem Ort mit gleicher Phase des Maximums bei t = 0. Dazu die Überlagerung. Der Schalldruck p = 2 Pa entspricht dem in einer Diskothek

Erklären lässt sich das Phänomen der Residualtöne über eine physikalische Betrachtung, ergänzt durch zwei wesentliche physiologische Effekte:
- Die Überlagerung von Sinustönen geeigneter Frequenzen kann zu periodischen Amplituden des Schallwechseldrucks führen, deren Frequenz unterhalb derjenigen der Ausgangstöne liegen. Beispielsweise ergibt die Überlagerung der Sinustöne von 200 Hz und 300 Hz periodische Schalldruckmaxima mit der Frequenz des Residualtons von 100 Hz, siehe Bild.
- Das Gehör wertet stets nicht nur das Frequenzspektrum, sondern auch die Periode des akustischen Signals aus, wenn die Grundfrequenz nicht zu hoch ist. Bei einem harmonischen Obertonspektrum bleibt die Periode des Zeitsignals erhalten, selbst wenn der Grundton entfernt wird. Aus der Auswertung der Periode ließe sich somit der Grundton rekonstruieren.
- Nach einer vielfach vertretenen Theorie der letzten Jahrzehnte leistet der zentrale Kern des Colliculus inferior im auditorischen Mittelhirn der Säugetiere die Ermittlung der Tonhöhe des Grundtons von komplexen Tönen, wie Lautäußerungen von Tieren, Vokalen, und Tönen von Musikinstrumenten. Hierbei wird angenommen, dass die unteren harmonischen Teiltöne der komplexen Töne in den Frequenzband-Schichten (Laminae) des o. g. Kerngebiets isoliert und die übereinstimmende Periodizität der Signale mehrerer Laminae durch neuronale Periodizitäts-Detektoren herausgefiltert werden.[2]

## Anwendung

### Orgelbau
Das Phänomen der Residualtöne wird seit langem im Orgelbau bei sog. akustischen Registern eingesetzt: Bei gleichzeitigem Einsatz des 8-Fuß und des 51/3-Fuß, der eine Quinte darüber liegt, hört man den 16-Fuß, also eine Oktave unter dem 8-Fuß. So lässt sich ein fehlender Grundton simulieren, indem zwei Tonerzeuger auf der Oktave und der reinen Duodezime zu dem real nicht vorhandenen Grundton gleichzeitig erklingen. Bei der Orgel wird so z. B. ein 32'-Register gespart, indem ein (vorzugsweise offenes) 16'-Labialregister mit einem (vorzugsweise gedeckten) 102/3'-Labialregister kombiniert wird.

### Sonstige Instrumente
Bei Sackpfeifen und Drehleiern sind die Bordune oft im Quintabstand gestimmt, wodurch der daraus gebildete Residualton für zusätzliche Klangfülle sorgt.
Bei Glocken ist der Nominal/Schlagton physikalisch nicht messbar, wird aber trotzdem wahrgenommen, da er sich aus den Teiltönen Oktave, Duodezime und ggf. Doppeloktave bildet.
Bei Streichinstrumenten sind die Grundtöne der tiefen Töne oft sehr schwach ausgeprägt, werden von Zuhörern aber dennoch deutlich wahrgenommen.

## Einfluss tiefer Töne auf den Höreindruck
Aus der Möglichkeit des Gehörs, den Grundton einer streng periodischen Schwingung abzuleiten, selbst wenn dieser nur schwach oder überhaupt nicht übertragen wird, folgern manche, dass eine Übertragung tiefer Töne unnötig sei. Dieses ist jedoch eine zu begrenzte Sichtweise.
So ist z. B. beim Telefon die untere Frequenzgrenze bei 300 Hz, der Grundtonbereich erwachsener Sprecher also ausgeblendet. Die Tonlage der Stimme wird jedoch vom Gehör erkannt. Allerdings geht das Merkmal der Klangfarbe dabei verloren, der Klang einer Telefonstimme unterscheidet sich erheblich vom Original.
Ein streng periodisches Signal ist ein mathematischer Grenzfall, der i. a. in der Natur nicht anzutreffen ist und nur mit elektronischen Mitteln hinreichend genau dargestellt werden kann. Daher gibt es bei Schallereignissen i. d. R. auch nichtperiodische oder geräuschhafte Anteile, bei denen von einem Grundton schon theoretisch gar nicht die Rede sein kann. Am Telefon ist daher die Erkennung von Umweltgeräuschen sehr schwierig.
Fehlen bei Übertragung die tiefen Töne, so sind z. B. bestimmte Instrumente im Orchester oder bestimmte Orgelregister gar nicht mehr hörbar, was den Charakter von Musik erheblich verändert. Dieses wird deutlich, wenn von einer linearen Wiedergabe bis hinab zu 20 Hz direkt auf eine Hochpass-gefilterte Wiedergabe umgeschaltet wird.
Große Räume haben Moden, die in diesen tiefen Bereichen liegen und die leise, von Umweltgeräuschen angeregt, stets mitklingen. Dieses macht einen großen Teil des Raumempfindens aus, das man z. B. beim Betreten einer Kathedrale hat. Das Fehlen tieffrequenter Information verfälscht also auch das Raumempfinden.
Tiefe Frequenzanteile sind oft charakterbestimmend für bestimmte Musikstile (Drum and Bass) oder akustische Ereignisse (z. B. entfernte Explosionen, Donner, Bodenerschütterungen), daher ist das für schlechte tontechnische Wiedergaben typische Fehlen der Tiefen hierbei besonders nachteilig. Die genannten Beispiele enthalten keine Oberwellen, die der Synthese eines Residualtones dienen könnten.